# Vanishing Trails
Vanishing Trails è un serial muto del 1920 diretto da Leon De La Mothe e prodotto dalla Canyon Pictures Corporation. Diviso in quindici episodi che uscirono a scadenza settimanale negli ultimi mesi del 1920, la storia si basava su un soggetto di William E. Wing. Tra scene d'azione e indagini per trovare l'assassino del ricco William Stillman, i due protagonisti, interpretati da Franklyn Farnum e Mary Anderson, trovavano l'aiuto di William Orlamond (nei panni di uno scienziato pazzo) e del suo cane.

## Produzione
Il film fu prodotto dalla Canyon Pictures Corporation.

## Distribuzione
Lungo 9.000 metri (corrispondenti a 30 bobine), fu diviso in 15 episodi ognuno di due rulli. Distribuito dalla Aywon Film, il primo episodio del serial uscì nelle sale statunitensi il 10 settembre 1920.

### Episodi
- 1. The Midnight Mystery – 10 settembre 1920
- 2. Silent Joe’s Death Warrant – 17 settembre 1920
- 3. The Dreadful Scourge – 24 settembre 1920
- 4. Vengeance – 1º ottobre 1920
- 5. Death Pursues – 8 ottobre 1920
- 6. The Brand of Hate – 15 ottobre 1920
- 7. Death Shadows – 22 ottobre 1920
- 8. The Dare-Devil – 29 ottobre 1920
- 9. A Livid Fate – 5 novembre 1920
- 10. The Mansion of Mystery – 12 novembre 1920
- 11. Rails of Destruction – 19 novembre 1920
- 12. The Final Hour – 26 novembre 1920
- 13. The Death Trap – 3 dicembre 1920
- 14. For Murder – 10 dicembre 1920
- 15. Unmasked – 17 dicembre 1920

### Conservazione
Non si conoscono copie ancora esistenti della pellicola che viene considerata presumibilmente perduta.

## Galleria d'immagini

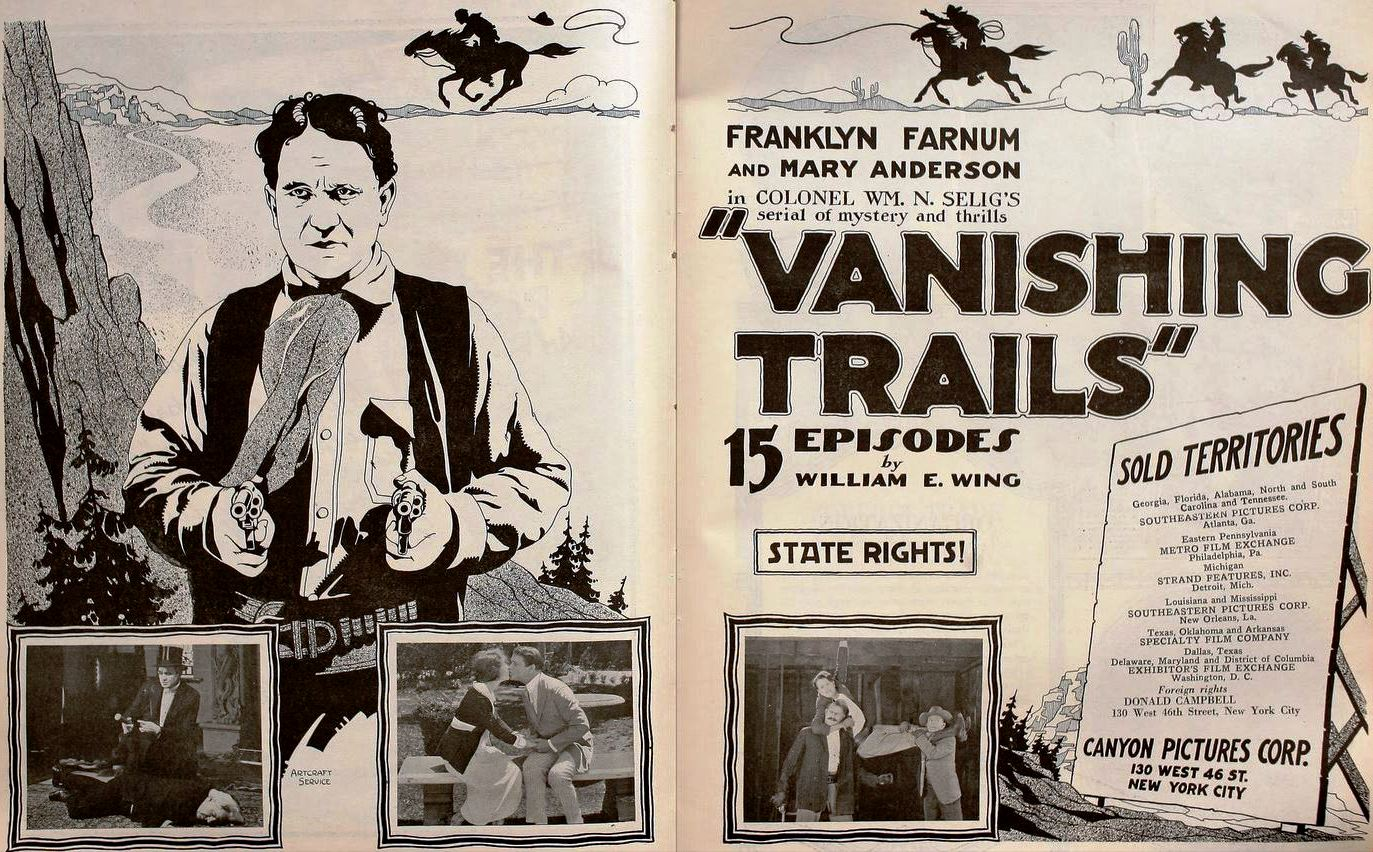
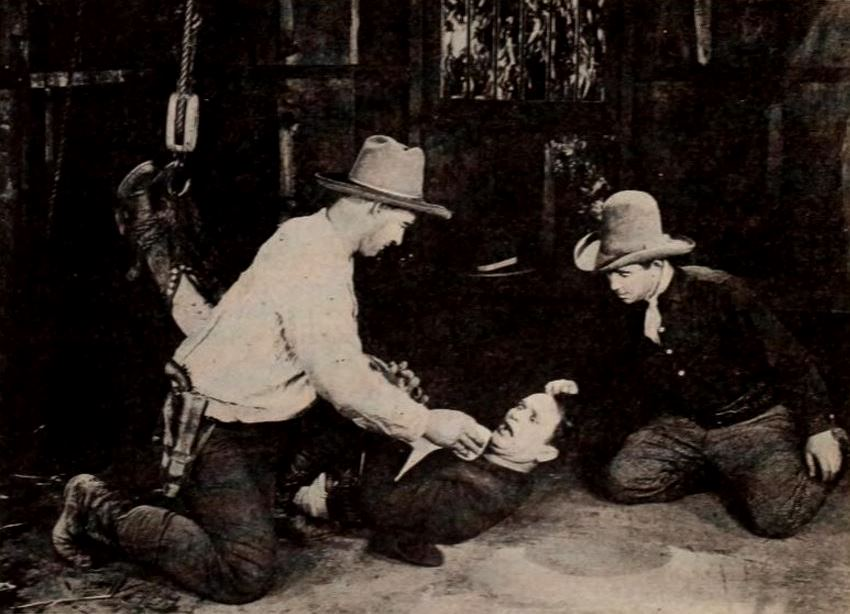
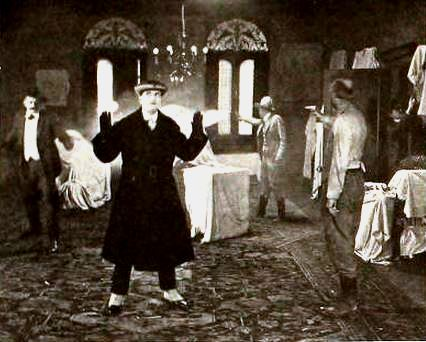
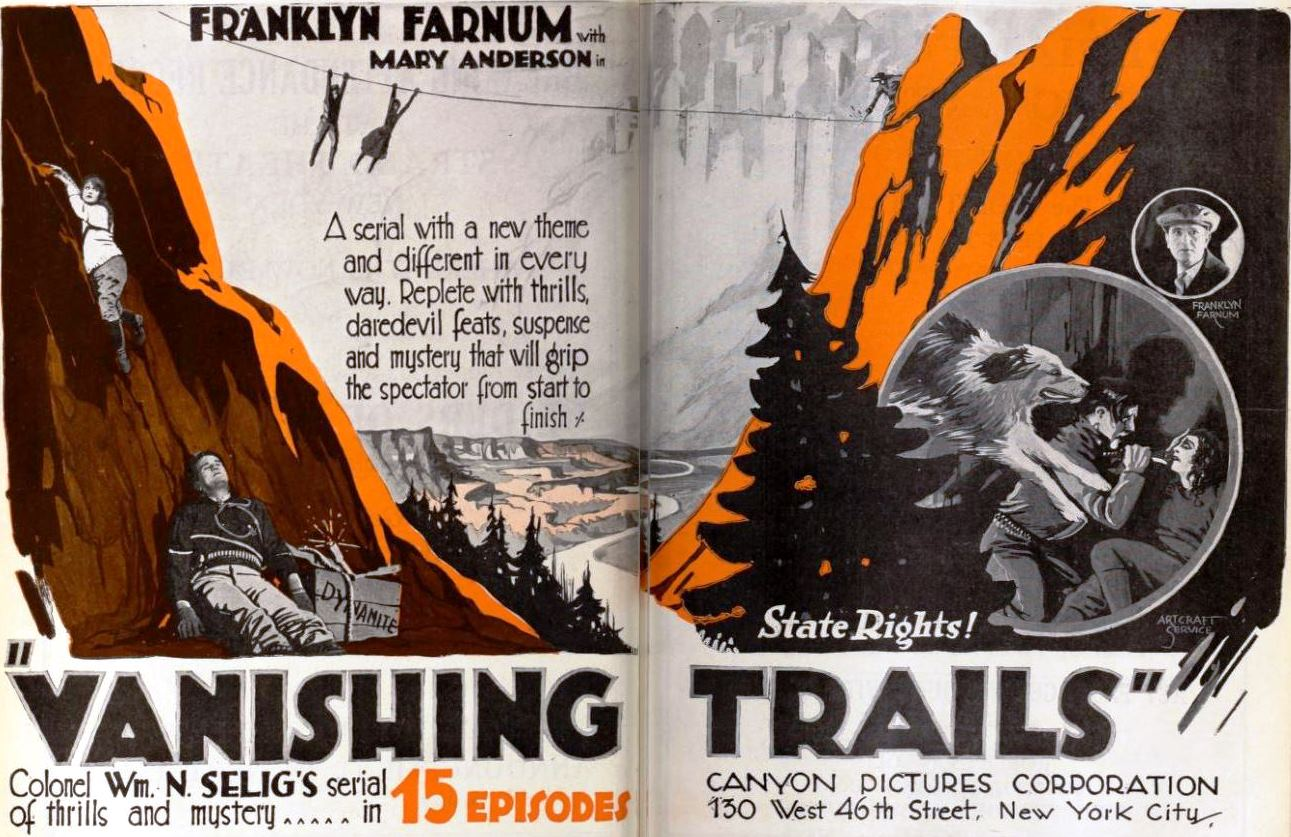